# Карякин, Николай Алексеевич
Николай Алексеевич Каря́кин (1902—1985) — учёный, профессор кафедры светотехники Московского энергетического института. Доктор технических наук. Лауреат Сталинской премии.

## Биография
Николай Алексеевич Карякин родился в 1902 году. В возрасте 13 лет начал работать на Московском заводе мельнично-ткацкого оборудования. Получил образование на рабфаке имени Покровского. Затем начал учёбу на электротехническом факультете МВТУ. Во время учёбы работал лаборантом светотехнической лаборатории ВЭИ.
Закончил МВТУ инженером-электротехником по светотехнической специальности. Одновременно с ним закончили обучение светотехники Николай Николаевич Ермолинский и Николай Васильевич Горбачев. В 1930—1940-х годах он занимался исследованиями процессов горения угольной дуги, был главой прожекторной лаборатории ВЭИ.
В 1932 году Николай Карякин начал преподавать на кафедре светотехники МЭИ. В 1944 году вышло его учебное пособие «Прожекторы».
Совместно с НИИ гражданского воздушного флота он разработал методы расчета аэродромных светосигнальных огней. С середины 1940-х годов и до начала 1970-х годов он сотрудничал с НИКФИ и выполнял работу по созданию кинопроекционной техники. Работал над оптикой для автомобиля «Жигули» совместно с НИИ автоприборов.
В 1948 году вышла его монография «Угольная дуга высокой интенсивности», в которой содержаться материалы его докторской диссертации.
В 1956 году вышла «Справочная книга по светотехнике» в двух томах, которую подготовило к выпуску издательство Академии наук СССР. В выпуске этой книги принимал участие Николай Карякин.
В 1966 году было опубликовано его учебное пособие «Световые приборы прожекторного и проекторного типов». В 1975 году были опубликованы «Световые приборы».
Умер в 1985 году.

## Признание
- орден Ленина
- орден Трудового Красного Знамени[6].
- Сталинская премия третьей степени (1946) — за разработку и освоение производства новых прожекторных углей высокой интенсивности